# 常盤町 (富田林市)
常盤町（ときわちょう）は、大阪府富田林市にある地名。2025年現在、丁目が付かない単独町名である。

## 地理
富田林市の北東部に位置する。東は本町・富田林町、西は寿町、南は甲田・谷川町に接する。

## 歴史

### 沿革
- 1966年（昭和41年）、富田林市毛人谷・富田林の各一部より成立[5]。

## 世帯数と人口
2025年（令和7年）6月30日現在の世帯数と人口は以下の通りである。
| 町丁   | 世帯数  | 人口  |
| ------ | ------- | ----- |
| 常盤町 | 291世帯 | 508人 |

### 人口の変遷
国勢調査による人口の推移。
| 1995年（平成7年）  | 658人 | [ 6 ]  |  |
| 2000年（平成12年） | 580人 | [ 7 ]  |  |
| 2005年（平成17年） | 651人 | [ 8 ]  |  |
| 2010年（平成22年） | 617人 | [ 9 ]  |  |
| 2015年（平成27年） | 577人 | [ 10 ] |  |
| 2020年（令和2年）  | 479人 | [ 11 ] |  |

### 世帯数の変遷
国勢調査による世帯数の推移。
| 1995年（平成7年）  | 270世帯 | [ 6 ]  |  |
| 2000年（平成12年） | 251世帯 | [ 7 ]  |  |
| 2005年（平成17年） | 294世帯 | [ 8 ]  |  |
| 2010年（平成22年） | 289世帯 | [ 9 ]  |  |
| 2015年（平成27年） | 283世帯 | [ 10 ] |  |
| 2020年（令和2年）  | 239世帯 | [ 11 ] |  |

## 学区
市立小・中学校に通う場合、学区は以下の通りとなる。
| 番/番地等 | 小学校                 | 中学校               |
| --------- | ---------------------- | -------------------- |
| 全域      | 富田林市立富田林小学校 | 富田林市立第一中学校 |

## 事業所
2021年（令和3年）現在の経済センサス調査による事業所数と従業員数は以下の通りである。
| 町丁   | 事業所数  | 従業員数 |
| ------ | --------- | -------- |
| 常盤町 | 128事業所 | 2,083人  |

## 交通

### 鉄道
- 近鉄長野線 - 富田林西口駅

### 道路
- 国道170号

## 施設
- 富田林市役所
- 福祉青少年センター
- 富田林警察署
- 富田林市立富田林小学校
- 葛原家住宅（国・登録有形文化財）

## 郵便
- 郵便番号：584-0032[3]（集配局：富田林郵便局[14]）。

## ギャラリー

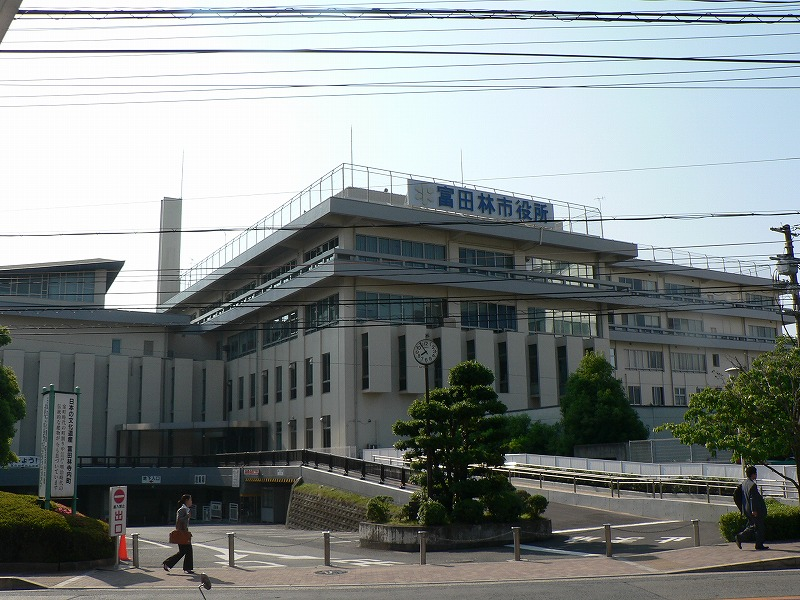
富田林市役所
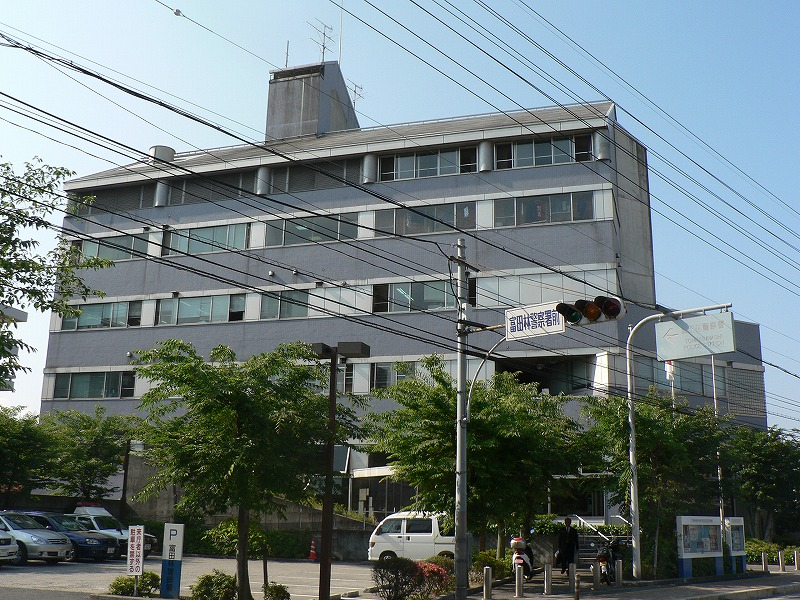
富田林警察署
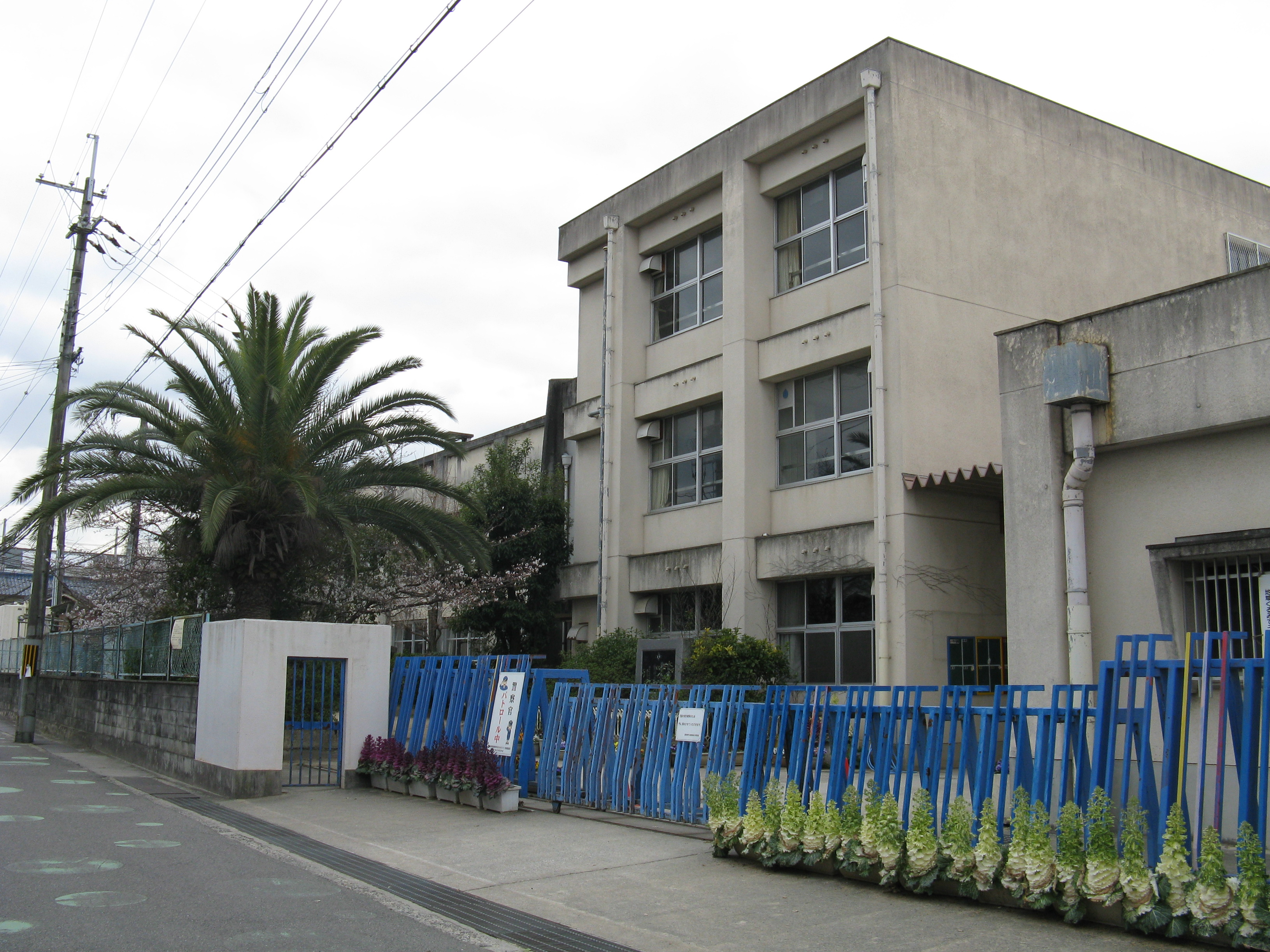
富田林市立富田林小学校
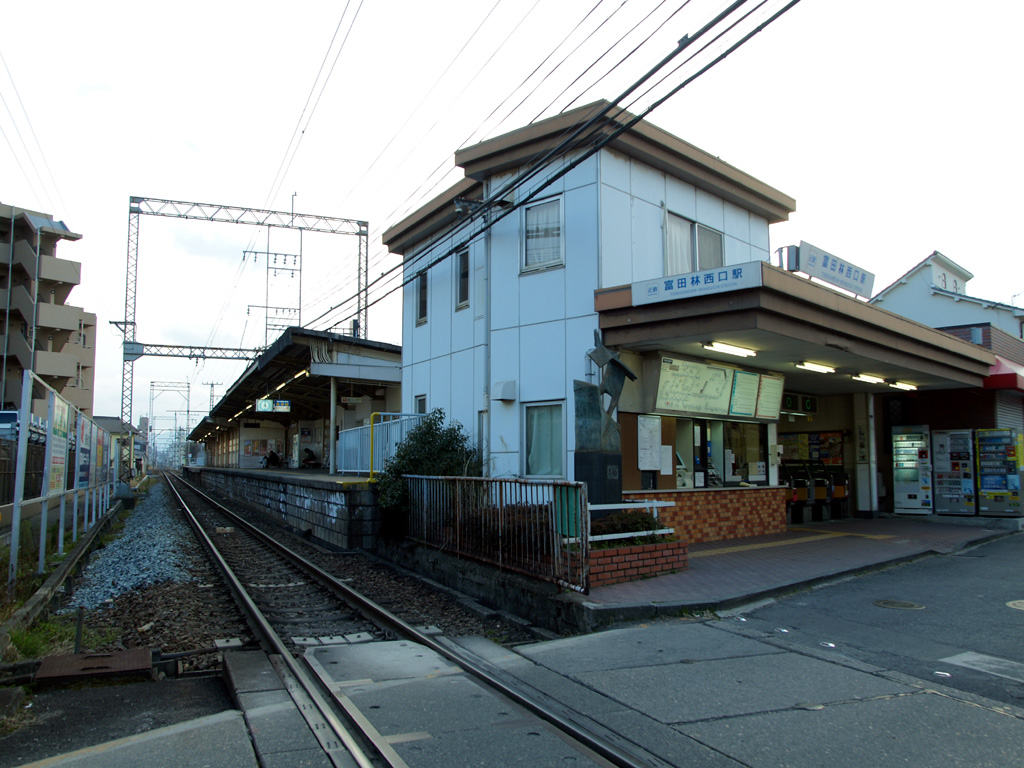
富田林西口駅